# آنجرا
آنجرا (به ایتالیایی: Angera) یک کومونه در ایتالیا است که در استان وارزه واقع شده‌است.

## خصوصیات
آنجرا ۱۷ کیلومترمربع مساحت و ۵٬۶۲۲ نفر جمعیت دارد و ۱۹۳ متر بالاتر از سطح دریا واقع شده‌است.